# Copa dos Campeões 2001
La Copa dos Campeões 2001 (in italiano Coppa dei Campioni 2001) è stata la seconda edizione della Copa dos Campeões.
È stata vinta dal Flamengo, che ha battuto in finale il San Paolo, e si è così qualificato per la Coppa Libertadores 2002.

## Formula
Turno preliminare: vi partecipano le vincitrici della Copa Centro-Oeste e della Copa Norte e la seconda classificata della Copa do Nordeste. Le tre squadre si affrontano in partite di sola andata e le due migliori si qualificano per la fase ad eliminazione diretta.
Fase finale: quarti di finale, semifinali e finale, ad eliminazione diretta, si disputano con gare di andata e ritorno. Il vincitore del torneo ottiene anche il diritto di partecipare alla Coppa Libertadores 2002.

## Partecipanti
| Squadra         | Città          | Stato          | Motivo qualificazione                   |
| --------------- | -------------- | -------------- | --------------------------------------- |
| Bahia           | Salvador       | Bahia          | Vincitore della Copa do Nordeste 2001   |
| Corinthians     | San Paolo      | San Paolo      | Vincitore del Campionato Paulista 2001  |
| Coritiba        | Curitiba       | Paraná         | 2° nella Copa Sul-Minas 2001            |
| Cruzeiro        | Belo Horizonte | Minas Gerais   | Vincitore della Copa Sul-Minas 2001     |
| Flamengo        | Rio de Janeiro | Rio de Janeiro | Vincitore del Campionato Carioca 2001   |
| Goiás           | Goiânia        | Goiás          | Vincitore della Copa Centro-Oeste 2001  |
| San Paolo       | San Paolo      | San Paolo      | Vincitore del Torneo Rio-San Paolo 2001 |
| São Raimundo-AM | Manaus         | Amazonas       | Vincitore della Copa Norte 2001         |
| Sport Recife    | Recife         | Pernambuco     | 2° nella Copa do Nordeste 2001          |

1. 1 2 3  Al turno preliminare.

## Turno preliminare

### Risultati
| Recife 5 giugno 2001, ore 21:30 | Sport Recife | 0 – 0 | São Raimundo-AM | Ilha do Retiro |

| Goiânia 8 giugno 2001, ore 20:30                                                   | Goiás     | 3 – 3                 | Sport Recife | Serra Dourada |
| \| \| \| \| \| Araújo Fernandão Zé Carlos \| Marcatori \| Leonardo Rodrigo Gral \| |           |                       |              |               |
|                                                                                    |           |                       |              |               |
| Araújo Fernandão Zé Carlos                                                         | Marcatori | Leonardo Rodrigo Gral |              |               |

| Manaus 15 giugno 2001, ore 20:30         | São Raimundo-AM | 2 – 1  | Goiás | Vivaldão |
| \| \| \| \| \| \| Marcatori \| Michel \| |                 |        |       |          |
|                                          |                 |        |       |          |
| Gol · Gol                                | Marcatori       | Michel |       |          |

### Classifica
| Pos. | Squadra         | Pt | G | V | N | P | GF | GS | DR |
| ---- | --------------- | -- | - | - | - | - | -- | -- | -- |
| 1.   | São Raimundo-AM | 4  | 2 | 1 | 1 | 0 | 2  | 1  | +1 |
| 2.   | Sport Recife    | 2  | 2 | 0 | 2 | 0 | 3  | 3  | 0  |
| 3.   | Goiás           | 1  | 2 | 0 | 1 | 1 | 4  | 5  | -1 |

## Fase finale
|  | Quarti di finale | Quarti di finale | Quarti di finale | Quarti di finale | Quarti di finale |  |  | Semifinali | Semifinali | Semifinali | Semifinali | Semifinali |   |   | Finale    | Finale    | Finale | Finale | Finale |  |
|  |                  |                  |                  |                  |                  |  |  |            |            |            |            |            |   |   |           |           |        |        |        |  |
|  | Corinthians      | Corinthians      | 0                | 0                | 0                |  |  |            |            |            |            |            |   |   |           |           |        |        |        |  |
|  | Coritiba         | Coritiba         | 1                | 2                | 3                |  |  | Coritiba   | Coritiba   | 0          | 1          | 1          |   |   |           |           |        |        |        |  |
|  | San Paolo        | San Paolo        | 4                | 5                | 9                |  |  | San Paolo  | San Paolo  | 2          | 4          | 6          |   |   |           |           |        |        |        |  |
|  | Sport Recife     | Sport Recife     | 2                | 0                | 2                |  |  |            |            |            |            |            |   |   | San Paolo | San Paolo | 3      | 3      | 6      |  |
|  | Flamengo         | Flamengo         | 4                | 2                | 6                |  |  |            |            | Flamengo   | Flamengo   | 5          | 2 | 7 |           |           |        |        |        |  |
|  | Bahia            | Bahia            | 2                | 0                | 2                |  |  | Flamengo   | Flamengo   | 0          | 3          | 3          |   |   |           |           |        |        |        |  |
|  | Cruzeiro         | Cruzeiro         | 1                | 5                | 6                |  |  | Cruzeiro   | Cruzeiro   | 0          | 0          | 0          |   |   |           |           |        |        |        |  |
|  | São Raimundo-AM  | São Raimundo-AM  | 0                | 1                | 1                |  |  |            |            |            |            |            |   |   |           |           |        |        |        |  |

### Quarti di finale

#### Andata
| Maceió 23 giugno 2001, ore 16:00          | Corinthians | 0 – 1   | Coritiba | Rei Pelé |
| \| \| \| \| \| \| Marcatori \| Enílton \| |             |         |          |          |
|                                           |             |         |          |          |
|                                           | Marcatori   | Enílton |          |          |

| João Pessoa 23 giugno 2001, ore 16:00                                                       | Flamengo  | 4 – 2                              | Bahia | Almeidão |
| \| \| \| \| \| Reinaldo Rocha Edílson \| Marcatori \| Marcus Vinícius Carlinhos Paulista \| |           |                                    |       |          |
|                                                                                             |           |                                    |       |          |
| Reinaldo Rocha Edílson                                                                      | Marcatori | Marcus Vinícius Carlinhos Paulista |       |          |

| Arbitro: | Azevedo |

|                                                      |           |                        |
| Luís Fabiano 39’, 89’ Fábio Simplício 48’ França 51’ | Marcatori | 55’ Dutra 87’ Leonardo |

| João Pessoa 23 giugno 2001, ore 18:30        | Cruzeiro  | 1 – 0 | São Raimundo-AM | Almeidão |
| \| \| \| \| \| Ricardinho \| Marcatori \| \| |           |       |                 |          |
|                                              |           |       |                 |          |
| Ricardinho                                   | Marcatori |       |                 |          |

#### Ritorno
| Arbitro: | Tardelli |

|  |           |                                                               |
|  | Marcatori | 20’ Fábio Simplício 80’ Luís Fabiano 85’ Jean 88’, 90’ França |

| Maceió 27 giugno 2001, ore 19:15                                       | São Raimundo-AM | 1 – 5                                | Cruzeiro | Rei Pelé |
| \| \| \| \| \| \| Marcatori \| Marcelo Ramos Ricardinho Sorín Oséas \| |                 |                                      |          |          |
|                                                                        |                 |                                      |          |          |
| Gol                                                                    | Marcatori       | Marcelo Ramos Ricardinho Sorín Oséas |          |          |

| João Pessoa 27 giugno 2001, ore 21:45                   | Coritiba  | 2 – 0 | Corinthians | Almeidão |
| \| \| \| \| \| Evair Alexandre Pinho \| Marcatori \| \| |           |       |             |          |
|                                                         |           |       |             |          |
| Evair Alexandre Pinho                                   | Marcatori |       |             |          |

| Maceió 27 giugno 2001, ore 21:45           | Bahia     | 0 – 2    | Flamengo | Rei Pelé |
| \| \| \| \| \| \| Marcatori \| Reinaldo \| |           |          |          |          |
|                                            |           |          |          |          |
|                                            | Marcatori | Reinaldo |          |          |

### Semifinali

#### Andata
| Arbitro: | Almeida |

|  |           |                              |
|  | Marcatori | 67’ Fabiano 72’ Rogério Ceni |

| Maceió 30 giugno 2001, ore 16:00 | Flamengo | 0 – 0 | Cruzeiro | Rei Pelé |

#### Ritorno
| Arbitro: | Simon |

|                                                      |           |             |
| Fábio Simplício 9’ Luís Fabiano 67’, 73’ Fabiano 90’ | Marcatori | 16’ Enílton |

| João Pessoa 4 luglio 2001, ore 21:45                    | Cruzeiro  | 0 – 3                 | Flamengo | Almeidão |
| \| \| \| \| \| \| Marcatori \| Petković Edílson Beto \| |           |                       |          |          |
|                                                         |           |                       |          |          |
|                                                         | Marcatori | Petković Edílson Beto |          |          |

### Finale

#### Andata
| Arbitro: | Almeida |

| |            | |
| Luís Fabiano 16’, 70’ Rogério Pinheiro 59’ | Marcatori  | 14’, 57’ Edílson 25’ Reinaldo 36’ Beto 79’ (aut.) Rogério Pinheiro |
| · Rogério Ceni P · Belletti D · Jean D · Rogério Pinheiro D · Gustavo Nery D · Alexandre C · Carlos Miguel C · Douglas C · Fábio Simplício C · Souza C · Kaká C · Júlio Baptista A · Luís Fabiano A · França A | Formazioni | · P Júlio César · D Alessandro · D Juan · D Carlos Gamarra · D Cássio · C Jorginho · C Rocha · C Beto · C Dejan Petković · C Maurinho · A Reinaldo · C Fábio Augusto · A Edílson |
| Nelsinho Baptista | Allenatori | Mário Zagallo |

#### Ritorno
| Arbitro: | Rezende |

| |            | |
| Juan 46’ Petković 58’ | Marcatori  | 39’ Kaká 64’ (rig.), 87’ França |
| · Júlio César P · Alessandro D · Juan D · Carlos Gamarra D · Cássio D · Leandro Ávila C · Jorginho C · Rocha C · Beto C · Dejan Petković C · Reinaldo A · Fábio Augusto C · Edílson A | Formazioni | · P Rogério Ceni · D Belletti · D Jean · D Rogério Pinheiro · D Gustavo Nery · C Alexandre · C Fábio Simplício · A Júlio Baptista · C Kaká · C Carlos Miguel · C Fabiano 90’ · A Luís Fabiano 59’ · A França |
| Mário Zagallo | Allenatori | Nelsinho Baptista |

## Vincitore
| Vincitore della Copa dos Campeões 2001 |
| -------------------------------------- |
| Flamengo 1º titolo                     |

- Flamengo qualificato per la Coppa Libertadores 2002.

## Classifica marcatori
| Gol |  |  | Giocatore       | Squadra      |
| --- |  |  | --------------- | ------------ |
| 7   |  |  | Luís Fabiano    | San Paolo    |
| 5   |  |  | Reinaldo        | Flamengo     |
| 5   |  |  | França          | San Paolo    |
| 4   |  |  | Edílson         | Flamengo     |
| 3   |  |  | Fábio Simplício | San Paolo    |
| 3   |  |  | Leonardo        | Sport Recife |